# Liste der Baudenkmale in Hatten
In der Liste der Baudenkmale in Hatten sind die Baudenkmale der niedersächsischen Gemeinde Hatten und ihrer Ortsteile aufgelistet. Der Stand der Liste ist der 18. Juli 2022.

## Allgemein
In den Spalten befinden sich folgende Informationen:
- Lage: die Adresse des Baudenkmales und die geographischen Koordinaten. Kartenansicht, um Koordinaten zu setzen. In der Kartenansicht sind Baudenkmale ohne Koordinaten mit einem roten Marker dargestellt und können in der Karte gesetzt werden. Baudenkmale ohne Bild sind mit einem blauen Marker gekennzeichnet, Baudenkmale mit Bild mit einem grünen Marker.
- Bezeichnung: Bezeichnung des Baudenkmales
- Beschreibung: die Beschreibung des Baudenkmales. Unter § 3 Abs. 2 NDSchG werden Einzeldenkmale und unter § 3 Abs. 3 NDSchG Gruppen baulicher Anlagen und deren Bestandteile ausgewiesen.
- ID: die Objekt-ID des Baudenkmales
- Bild: ein Bild des Baudenkmales, ggf. zusätzlich mit einem Link zu weiteren Fotos des Baudenkmals im Medienarchiv Wikimedia Commons. Wenn man auf das Kamerasymbol klickt, können Fotos zu Baudenkmalen aus dieser Liste hochgeladen werden:

## Kirchhatten
| Lage                                   | Bezeichnung                   | Beschreibung | ID       | Bild           |
| -------------------------------------- | ----------------------------- | --- | -------- | -------------- |
| Marktplatz 1 53° 1′ 7″ N, 8° 21′ 2″ O  | Manufacturbetrieb Twiestmeyer | Traufständiger zweigeschossiger Putzbau von sechs Achsen unter Satteldach. Links eingeschossiger Anbau. Im EG links zwei Schaufenster, ansonsten Öffnungen rundbogig; Eingang etwas links von der Mitte mit Freitreppe. Im OG mittiger Balkon. Moderne Gaupen. 1872 als eingeschossiger Backsteinbau mit westlicher Remiseneinfahrt errichtet, kurz vor dem I. Weltkrieg aufgestockt. 1885–1966 auch Poststelle des Ortes. | 35966783 | BW             |
| Marktplatz 1a 53° 1′ 7″ N, 8° 21′ 1″ O | Willersches Haus              | Fachwerkhaus (Front verputzt) unter Schopfwalmdach. Erbaut wohl in der 2. Hälfte des 18. Jhs. als Wohn-/Wirtschaftsgebäude einer Hofstelle, im 19. Jh. Handwerkerhaus mit Werkstatt (Manufaktur) einer Familie von Dekorationsmalern, mehrfach umgebaut. Elternhaus des Malers Heinrich Willers (1857–1907), von ihm in der Wohnstube um 1890 eine ornamental-groteske Deckenmalerei ausgeführt. 1988–1991 restauriert und zum Kulturzentrum umgebaut. | 35965811 | BW             |
| Marktplatz 3 53° 1′ 6″ N, 8° 21′ 5″ O  | St. Ansgari (Kirche)          | Ehemals St. Ansgar und St. Secundus geweiht. Romanische Saalkirche mit rechteckigem Westturm und eingezogenem rechteckigem Chor. Erbaut in Backstein, untere Teile in Feldstein. Im Turm rundbogiger Eingang, auf der Nord- und Südseite Oculi und unter der Traufe leicht spitze Doppelarkaden, unter Pyramidendach. Am Schiff auf der Nordseite zwei und auf der Südseite drei Rundbogenfenster, auf der Südseite ferner rechteckiges Portal. Am Chor auf jeder Seite zwei Rundbogenfenster, westliche zwei Drittel bis fast zur Traufhöhe in Feldstein (Baunaht); an den Ecken Strebepfeiler, im Giebel drei Spitzbogenblenden. Inneres im Schiff ehemals mit zwei Kreuzgewölben, heute Flachdecke. Chor mit zwei Kreuzrippengewölben. Reste der Chorausmalung, Ende 15. Jh. Triumphkreuz vom Ende des 15. Jhs., ansonsten barocke Ausstattung (Kanzel, Empore, Epitaph, Gemälde mit Abendmahl). Chor im Kern wohl noch vom Ende des 12. Jhs. (1195 Stiftung), Schiff Mitte des 13. Jhs., Chor Ende des 15. Jhs. erweitert (nach Brand 1493?), Südportal 1718, Flachdecke 1745 (nach Abbruch der Gewölbe 1682). | 35965236 | Weitere Bilder |
| Marktplatz 3 53° 1′ 7″ N, 8° 21′ 6″ O  | St. Ansgari (Friedhof)        | Friedhof um die Dorfkirche von Kirchhatten mit Gräbern und einzelnen Bäumen. Umgeben von einer Hecke. | 35967040 | BW             |
| Marktplatz 3 53° 1′ 6″ N, 8° 21′ 3″ O  | Kriegsgräberstätte            | Kriegsgräberstätte zwischen Kirche und Marktplatz mit 70 Steinkreuzen, die überwiegend die Gräber von bei den Kampfhandlungen um Hatten zwischen dem 23. und 28. April 1945 gefallenen Soldaten bezeichnen. Als westliche Abgrenzung zum Marktplatz Backsteinmauer, an den beiden Ecken je ein barocker Sandsteinpfeiler mit Rankenrelief. | 35965289 | BW             |

## Sandhatten
| Lage                                               | Bezeichnung                | Beschreibung | ID       | Bild |
| -------------------------------------------------- | -------------------------- | --- | -------- | ---- |
| Huntloser Straße 5 53° 0′ 36″ N, 8° 19′ 15″ O      | Wohn-/ Wirtschaftsgebäude  | Zweiständerhallenhaus in Fachwerk mit Backsteinausfachungen unter Schopfwalmdach mit Niedersachsengiebeln. Erbaut 1841 an der Haverkampstraße (Hofstelle Huntemann), 1859 an die heutige Stelle transloziert.         | 35965417 | BW   |
| Huntloser Straße 5 53° 0′ 36″ N, 8° 19′ 14″ O      | Stall                      | Rechts vor dem Wirtschaftsgiebel des Wohn-/Wirtschaftsgebäudes angebaut, zum Teil in Fachwerk mit Backsteinausfachungen, zum Teil in Backstein errichtet, unter Satteldach. Erbaut wohl in der 2. Hälfte des 19. Jhs. | 35965445 | BW   |
| Huntloser Straße 5 53° 0′ 37″ N, 8° 19′ 15″ O      | Stellmacherei              | Fachwerkgebäude mit Backsteinausfachungen unter Walmdach. Erbaut 1891 als Stellmacherwerkstatt. | 35965467 | BW   |
| Huntloser Straße 32 53° 0′ 22″ N, 8° 18′ 47″ O     | Wohn-/ Wirtschaftsgebäude  | Zweiständerhallenhaus unter Schopfwalmdach mit Niedersachsengiebeln in Reetdeckung. Wirtschaftsgiebel in Fachwerk, die übrigen Außenmauern in Backstein erneuert. Datiert 1829.                                       | 35965492 | BW   |
| Huntloser Straße 32 53° 0′ 22″ N, 8° 18′ 49″ O     | Stallscheune               | Kleiner Wandständerbau in Fachwerk mit Backsteinausfachungen unter Schopfwalmdach. Mittige Querdurchfahrt. Auf der Nordseite zum Hof Giebelgaupe mit Ladeluke. Erbaut wohl um die Mitte des 19. Jhs.                  | 35965518 | BW   |
| Leuchtenburger Straße 6 53° 0′ 31″ N, 8° 19′ 10″ O | Wohn-/ Wirtschaftsgebäude  | Zweiständerhallenhaus in Fachwerk mit Backsteinausfachungen unter Schopfwalmdach mit Niedersachsengiebeln in Reetdeckung. Erbaut wohl am Anfang des 19. Jhs.                                                          | 35965314 | BW   |
| Leuchtenburger Straße 6 53° 0′ 31″ N, 8° 19′ 11″ O | Scheune                    | Fachwerkscheune mit Backsteinausfachungen unter Walmdach. Querdurchfahrt. Rechts Anbau. Erbaut wohl in der 1. Hälfte des 19. Jhs.                                                                                     | 35965345 | BW   |
| Leuchtenburger Straße 10 53° 0′ 26″ N, 8° 19′ 7″ O | Alte Dorfschule Sandhatten | Eingeschossiger Backsteinbau unter Satteldach. Ursprünglich Klassenräume giebelseitig, Lehrerwohnung mittig. Erbaut 1881.                                                                                             | 35965863 | BW   |
| Leuchtenburger Straße 10 53° 0′ 26″ N, 8° 19′ 8″ O | Stall                      | Eingeschossiger Backsteinbau unter Satteldach, rechtsseitig quer zum Schulgebäude stehend. Erbaut als Stall der 1881 entstandenen Dorfschule, 1956 zu einem Toilettengebäude umgebaut.                                | 35965891 | BW   |
| Steinstraße 2 53° 0′ 32″ N, 8° 19′ 14″ O           | Wohn-/ Wirtschaftsgebäude  | Zweiständerhallenhaus in Fachwerk mit Backsteinausfachungen unter Schopfwalmdach mit Niedersachsengiebeln in Reetdeckung. Erbaut wohl am Anfang des 19. Jhs.                                                          | 35965393 | BW   |

## Sandkrug
| Lage                                              | Bezeichnung              | Beschreibung | ID       | Bild |
| ------------------------------------------------- | ------------------------ | --- | -------- | ---- |
| Bahnhofstraße 10 53° 3′ 10″ N, 8° 15′ 24″ O       | Wohnhaus                 | Giebelständiger eineinhalbgeschossiger Backsteinbau von fünf Achsen mit Drempel unter Satteldach (Typus „Oldenburger Hundehütte“). Eingang mittig. Öffnungen segmentbogig. Auf der rechten Seite Wintergartenanbau in Holz und Glas auf Backsteinsockel. Rechts Schleppgaupe, links Zwerchhaus. Backsteinziersetzungen: geschossteilendes Gesims, Bogenrahmungen. Erbaut 1891. | 35966149 | BW   |
| Bahnhofstraße 14 53° 3′ 9″ N, 8° 15′ 25″ O        | Ehem. Notkirche Sandkrug | Notkirche in einer ehemaligen Baracke (Lagerhalle). Verschalter Holzbau unter flachem Satteldach. Im Nordosten zur Straße mittig rechteckiger Eingangsturm unter Pyramidendach. 1919 Gründung eines Kapellenvereins in Sandkrug. 1946 Flüchtlingszustrom, Erwerb einer Holzbaracke und Aufstellung als Notkirche, die zunächst auch für katholische Gottesdienste mitbenutzt wurde. 1952 Bau des Glockenturms, darin Aufhängung einer Glocke des 14. Jhs. aus Goldberg (Schlesien). 1966 Bau einer katholischen Kirche, 1971 der unmittelbar benachbarten evangelischen Kreuzkirche, seitdem Nutzung durch das evangelische Kirchenbüro.                                                                                 | 35966123 | BW   |
| Bümmersteder Straße 53° 3′ 20″ N, 8° 15′ 7″ O     | Kriegerdenkmal           | In einem Kiefernwald in einem kleinen Talkessel zwischen Dünen gelegene Anlage aus Findlingen. In Ost-West-Richtung hindurchführender Weg eingefasst von kleinen Findlingen (auf der Südseite heute Stützmauer aus Backstein), im Talkessel zentral Kreis aus kleinen Findlingen und am Nordrand drei große auf den Vorderseiten geglättete Findlinge auf Findlingssubstruktionen. Auf dem mittleren Relief eines Stahlhelms, Eisernes Kreuz und Inschrift: „DEUTSCHLAND DEUTSCHLAND ÜBER ALLES / UND IM UNGLÜCK JETZT ERST RECHT! / + / 1914–1918“ und den Namen der Streeker und Strekermoorer Toten des I. Weltkriegs. Die beiden seitlichen Steine für die Toten des II. Weltkriegs. Errichtet 1925, erweitert 1951. | 35966931 | BW   |
| Bümmersteder Straße 63 53° 3′ 25″ N, 8° 14′ 10″ O | Gulfhaus                 | Gulfscheune aus Backstein unter Schopfwalmdach mit Niedersachsengiebeln, davor firstparallel nach links versetzt mit einem Zwischenbau Wohnhaus angebaut, eingeschossiger giebelständiger Backsteinbau unter Schopfwalmdach. Darin mittiger Eingang in Vorbau, auf dem Dach moderne Schleppgaupen. Erbaut wohl um 1900. | 35966910 | BW   |
| Streeker Moorweg 31 53° 3′ 47″ N, 8° 15′ 29″ O    | Gulfhaus                 | Gulfscheune unter Schopfwalmdach, davor mittig eingeschossiger Wohnhausanbau unter Satteldach. Erbaut aus Sandsteinquadern im Backsteinformat. Fenstersohlbänke und Sturz der rückwärtigen Einfahrt in Beton. Fenster segmentbogig, am Wohnteil Bögen mit Ziersetzungen. Raumgefüge und Innengerüst erhalten. Erbaut 1909–1911. | 35966953 | BW   |
| Streeker Moorweg 31 53° 3′ 46″ N, 8° 15′ 31″ O    | Baumbestand              | Auf dem Grundstück straßenseitig mehrere markante alte Bäume (u. a. Eichen und Buchen). | 35967101 | BW   |

## Außerhalb
| Lage                                                            | Bezeichnung               | Beschreibung | ID       | Bild |
| --------------------------------------------------------------- | ------------------------- | --- | -------- | ---- |
| Borchersweg 138 53° 4′ 47″ N, 8° 16′ 42″ O                      | Wohn-/ Wirtschaftsgebäude | Zweiständerhallenhaus mit Backsteinaußenmauern (z. T. verputzt) unter Schopfwalmdach mit Niedersachsengiebeln in Reetdeckung. Erbaut wohl am Ende des 19. Jhs. | 35965737 | BW   |
| Hatter Weg 137 53° 2′ 17″ N, 8° 17′ 27″ O                       | Scheune                   | Fachwerkbau in Wandständerkonstruktion mit Lehmausfachungen (außen Heidekraut) unter Walmdach. Querdurchfahrt. Erbaut wohl um die Mitte des 19. Jhs. | 35965787 | BW   |
| (Barneführerholz) Barneführerholzweg 53° 1′ 17″ N, 8° 15′ 28″ O | Jagdhütte                 | Fachwerkbau über quadratischem Grundriss in Wandständerkonstruktion mit Lehmausfachungen (außen Heidekraut; im unteren Teil holzverschalt) unter Pyramidendach. Offener hölzerner Windfang. Erbaut 1842. | 35965762 | BW   |
| (Dingstede) Kimmer Straße 2 53° 2′ 35″ N, 8° 25′ 23″ O          | Alte Dorfschule Dingstede | Eingeschossiger Backsteinbau unter Schopfwalmdach. Jüngerer rückwärtiger Toilettenanbau (1960), moderne Dachgaupen. Erbaut 1903, heute Wohnhaus. | 35965838 | BW   |
| (Grashorn) Hatter Straße 12 53° 2′ 11″ N, 8° 23′ 53″ O          | Wohn-/ Wirtschaftsgebäude | Zweiständerhallenhaus unter Schopfwalmdach mit Niedersachsengiebeln in Reetdeckung. Wohngiebel in Fachwerk mit Backsteinausfachungen, zweifach auf Knaggen vorkragend. Wirtschaftsgiebel und Traufseiten in Backstein ersetzt. Grundstrukturen im Innern erhalten. Datiert am Wohngiebel 1750, am Wirtschaftsgiebel 1862. | 35965209 | BW   |
| (Grashorn) Hatter Straße 14 53° 2′ 3″ N, 8° 23′ 53″ O           | Wohn-/ Wirtschaftsgebäude | Zweiständerhallenhaus in Fachwerk mit Backsteinausfachungen unter Schopfwalmdach mit Niedersachsengiebeln in Reetdeckung. Erbaut wohl im frühen 19. Jh. | 35965640 | BW   |
| (Heidhusen) Heidhuser Weg 19 53° 3′ 17″ N, 8° 21′ 57″ O         | Wohn-/ Wirtschaftsgebäude | | 35965665 | BW   |
| (Heidhusen) Ziegeleiweg 1 53° 3′ 13″ N, 8° 21′ 13″ O            | Scheune                   | | 35966711 | BW   |
| (Munderloh) Munderloher Straße 28 53° 2′ 59″ N, 8° 21′ 7″ O     | Dorfschule Munderloh      | Langgestreckter eingeschossiger Backsteinbau (Hartbrandklinker) unter Schopfwalmdach. An der nördlichen Traufseite Eingang, Zwerchhaus unter Schleppdach und im Osten Toilettenanbau unter Satteldach. Wohl zwei Klassenräume, Lehrerwohnung im Dachgeschoss. Erbaut wohl um 1930.                                        | 35966757 | BW   |
| (Schmede) Kuhlendamm 11 53° 1′ 58″ N, 8° 22′ 55″ O              | Scheune                   | Fachwerkscheune unter Walmdach, ehemals in Reetdeckung. Eingehälste Ankerbalken. Gefüge erhalten, Gefache teils horizontal verbohlt, teils mit Stakungen, teils mit Backstein. Mittlere Querdurchfahrt. Datiert 1750. | 35966733 | BW   |